# Chelodyna rotiańska
Chelodyna rotiańska (Chelodina mccordi) – gatunek żółwia bokoszyjnego z rodziny matamatowatych (Chelidae). Zamieszkuje dwie wyspy archipelagu Małych Wysp Sundajskich – Roti i Timor (Azja Południowo-Wschodnia). Jest krytycznie zagrożony wyginięciem.

## Historia odkrycia i opisu
Pierwsze okazy tego gatunku odłowił dr Herman F.C. ten Kate na wyspie Roti w 1891 roku i przekazał je do muzeum w Lejdzie w Holandii. Te trzy okazy opisał w 1895 roku Lidth de Jeude, jednak zostały one uznane za przedstawicieli odizolowanej populacji żółwi wężoszyjnych z Nowej Gwinei – Chelodina novaeguineae. Gatunek Chelodina mccordi został opisany dopiero w 1994 roku przez dr. Andersa Rhodina, dyrektora Chelonian Research Foundation w Lunenburgu (Massachusetts). Autor od dłuższego czasu podejrzewał, że ta odizolowana populacja może stanowić osobny gatunek, a przypuszczenie to potwierdziło badanie okazów dostarczonych mu przez dr. Williama McCorda (na którego cześć gatunek został nazwany). Rhodin przebadał ponadto dwa ze wspomnianych XIX-wiecznych okazów muzealnych – były do nich przyczepione etykietki z nazwą Chelodina rottiensis Brongersma. Oznacza to, że już dr Brongersma przypuszczał, że należą one do osobnego gatunku, jednak nigdy nie opublikował na ten temat pracy, wobec tego nazwa Chelodina rottiensis stanowi nomen nudum.

## Systematyka
W 2007 roku dwa osobne zespoły badaczy opisały populację żółwi znad jeziora Ira Lalaro (Iralalaro) położonego na wschodnim krańcu wyspy Timor. McCord, Joseph-Ouni i Hagen uznali ją za osobny gatunek, nazywając go Chelodina timorensis, zaś Kuchling et al. uznali ją za podgatunek chelodyny rotiańskiej i nazwali go Chelodina mccordi timorlestensis. Populacja ta jest obecnie uznawana za podgatunek, a jako że publikacja zespołu McCorda ukazała się wcześniej, jego nazwa to Chelodina mccordi timorensis.
W 2007 roku, w tym samym numerze czasopisma „Reptilia”, McCord, Joseph-Ouni i Hagen opisali też podgatunek Chelodina mccordi roteensis ze wschodniej części wyspy Roti, jednak w 2019 roku Kehlmaier et al. w oparciu o badania genetyczne wykazali, że niczym się on nie różni od podgatunku nominatywnego i zsynonimizowali te dwa taksony.

## Występowanie
Podgatunek nominatywny zamieszkuje wyspę Roti należącą do Indonezji, zaś podgatunek Chelodina mccordi timorensis wschodni kraniec wyspy Timor (Timor Wschodni).

## Morfologia

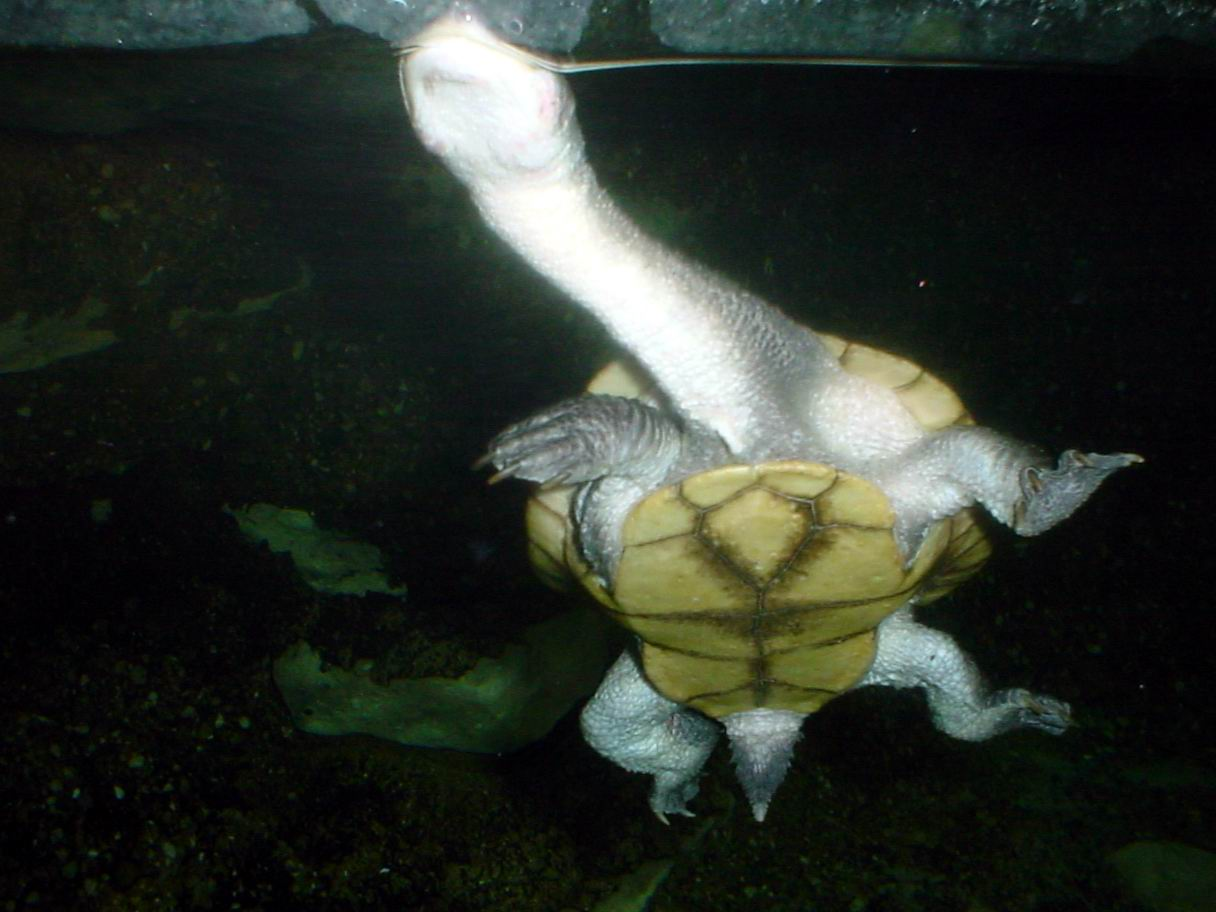
Chelodina mccordi

WyglądU żółwi Chelodina mccordi karapaks jest lekko szaro-brązowy, a niektóre okazy mają kasztanowo-brązowy pancerz. Plastron blady żółto-biały.
RozmiaryKarapaks dochodzi do 22 cm długości.

## Ekologia
BiotopBagna, małe jeziorka i pola ryżowe.
RozmnażanieŻółwice składają od 8 do 14 jaj i mogą składać jaja 3 razy do roku. Po wylęgnięciu małe żółwiki mają ok. 20–30 mm, ich plastron jest w żółte plamy, ale w ciągu kilku tygodni stanie się prawie czarny. Podczas dojrzewania żółwia plastron znowu blednie, by stać się żółto-biały.

## Status zagrożenia i ochrona
W Czerwonej księdze gatunków zagrożonych Międzynarodowej Unii Ochrony Przyrody gatunek ten został zaliczony do kategorii CR (ang. critically endangered – krytycznie zagrożony).
Gatunek wymieniony jest w aneksie B Rozporządzenia Rady (WE) Nr 338/97 (z późniejszymi poprawkami) oraz w załączniku II konwencji CITES.